# Hvor går Karl hen?
Hvor går Karl hen? er en dansk dokumentarfilm fra 1957 med instruktion og manuskript af Ole Berggreen.

## Handling
Denne artikel mangler et handlingsreferat. Hjælp os med at skrive det.